# Simon Porte Jacquemus
Simon Porte Jacquemus (16 de janeiro de 1990), é um designer de moda francês conhecido por sua marca homônima, Jacquemus.

## Biografia
Jacquemus nasceu em Salon-de-Provence, uma cidade no sul da França, em uma família humilde de agricultores. Seu pai ocasionalmente se apresentava em bandas de metal, enquanto sua mãe o criava. Ele passou sua infância na encantadora cidade de Mallemort, também localizada no sul da França.
Quando completou 18 anos, em 2008, Jacquemus decidiu se mudar para Paris. Durante alguns meses, estudou na renomada ESMOD, École Supérieure des Arts et Techniques de la Mode, ao lado de talentosos indivíduos como Olivier Rousteing. No entanto, ele interrompeu seus estudos para aceitar o cargo de assistente de gerente de arte na revista de moda Citizen K.
Infelizmente, a morte súbita de sua mãe teve um profundo impacto em sua vida. Foi esse evento trágico que o motivou a seguir seu próprio caminho como designer de moda, iniciando assim sua própria carreira.

## Carreira
Desde jovem, Jacquemus mostrou interesse pela moda e, aos 8 anos de idade, escreveu uma carta para Jean-Paul Gaultier, pedindo uma vaga de estilista e argumentando que isso traria boa imprensa ao enfant terrible da moda. Embora não tenha conseguido a vaga, esse foi um momento crucial que alimentou sua paixão pela moda.
Jacquemus mudou-se para Paris aos 18 anos para estudar design de moda na ESMOD, École Supérieure des Arts et Techniques de la Mode. Durante seus estudos, ele começou a desenvolver sua própria marca, lançando-a oficialmente em 2010.
Os primeiros anos da marca Jacquemus foram desafiadores, com Simon enfrentando dificuldades financeiras e operando em um pequeno estúdio em Paris. No entanto, sua abordagem inovadora e estética única começaram a chamar a atenção da indústria da moda. Em 2010, ele foi selecionado como finalista do prestigioso festival de moda Hyères, o que marcou um importante passo em sua carreira.
Em 2012 Jacquemus recebeu o prêmio especial do júri no festival de moda Hyères, consolidando sua posição como um talento emergente na indústria da moda. A partir desse momento, sua marca começou a atrair atenção internacional e ganhou uma base de fãs dedicados.
Um dos momentos marcantes em sua carreira foi o lançamento da mini bolsa "Le Chiquito", que se tornou um sucesso instantâneo. A bolsa foi amplamente divulgada nas redes sociais e usada por celebridades como Rihanna, Beyoncé e Kim Kardashian. Atualmente, a mini bolsa representa cerca de 30% da receita da marca.
Em 2018 Jacquemus anunciou que iria lançar uma linha de roupas masculinas, expandindo sua oferta e ampliando seu alcance no mercado da moda. Essa expansão foi bem recebida e fortaleceu ainda mais a presença da marca.
Ao longo dos anos, Jacquemus ganhou reconhecimento por suas apresentações de moda inovadoras. Ele realizou desfiles em locações únicas e surpreendentes, como campos de lavanda da Provence, criando uma atmosfera surrealista e memorável. Suas coleções contam histórias e são influenciadas por elementos de sua infância no sul da França, combinando roupas minimalistas e elegantes com acessórios chamativos, como enormes chapéus de palha e bolsas minúsculas.
Além de seu sucesso na indústria da moda, Jacquemus desenvolveu uma relação próxima com celebridades, como a cantora Dua Lipa, que frequentemente veste suas criações em eventos e aparições públicas. Sua marca também atraiu a atenção de diretores criativos renomados, como Karl Lagerfeld e Olivier Rousteing.
A trajetória de Jacquemus na moda foi marcada por uma compreensão dos anseios de sua geração e uma abordagem estética única. Suas coleções são pensadas como filmes e ele busca transmitir uma imagem de "cigana do sul", inspirada nas jovens francesas.
Apesar de ter sido reconhecido pela indústria da moda desde o início de sua carreira, foi a partir de 2018 que Jacquemus conseguiu uma visibilidade global e expandiu sua marca para novos patamares. Sua compreensão do mercado de luxo, sua visão e seu carisma o tornaram um dos designers mais promissores da atualidade.
Com uma equipe em crescimento e vendas em constante aumento, Jacquemus continua a impulsionar sua marca de forma independente. Embora seja cortejado por grandes conglomerados da moda, ele opta por permanecer à frente de seu negócio e explorar novas estratégias, como campanhas feitas em casa e a abertura de estabelecimentos instagramáveis, como o café Citron e o restaurante Oursin.
O futuro de Jacquemus na indústria da moda parece brilhante, e sua capacidade de se adaptar às mudanças e antecipar tendências faz dele um dos diretores criativos mais relevantes da atualidade. Os olhos estão voltados para suas próximas criações e ideias revolucionárias, enquanto ele continua a deixar sua marca no mundo da moda.